# Різуполі
Різуполі (грец. Ριζούπολη) — район на півночі Афін, колишнє передмістя. Межує із муніципалітетами Періссос, Неа-Іонія та райономи Ано Патісія, Пробонас.
Назва району походить від імені Іоанніса Різуполіса, який на початку 20 століття забудовував район, відкривав тут магазини, прокладав дороги. В роки греко-турецького обміну населення Різуполі населили малоазійські біженці.
На території району Різуполі базується стадіон «Георгіос Камарас» — домашній стадіон футбольного клубу Аполлон Смірніс. Тут також розташоване Друге афінське кладовище.